# Phaenicophaeus curvirostris
Phaenicophaeus curvirostris е вид птица от семейство Cuculidae.

## Разпространение
Видът е разпространен в Бруней, Индонезия, Малайзия, Мианмар, Тайланд и Филипините.